# Affaire Icarus
L'affaire Icarus (イカロス号事件, Ikarisu-go jiken) est un incident international provoqué par le meurtre de deux marins britanniques à Nagasaki au Japon en 1867 et menant à une montée des tensions diplomatiques entre le Royaume-Uni et le shogunat Tokugawa.

## Histoire
Le 5 août 1867, les marins Robert Ford et John Hutchings, du HMS Icarus, sont tués par un inconnu armé d'une épée dans le quartier des plaisirs de Marayuma à Nagasaki qui avait été ouvert au commerce et aux navires britanniques par le traité anglo-japonais de 1858. Les victimes, toutes deux âgées de 23 ans, avaient bu et s'étaient endormies à l'entrée d'un salon de thé,. Le consul britannique à Nagasaki, Marcus Flowers, blâme alors le shogunat Tokugawa pour n'avoir pas su protéger les hommes et croit fortement que le coupable est l'entreprise Kaientai dirigée par Sakamoto Ryōma. Cette suspicion est basée sur des rumeurs selon lesquelles des hommes de la firme avaient été vus dans le secteur, ce qui s'ajoutait au départ du navire Tosa peu de temps après l'incident.
Le shogun Tokugawa Yoshinobu fut ainsi pressé par Sir Harry Parkes, chef de la légation britannique à Edo, de trouver le coupable. Le shogunat ne chercha pas à contester les accusations car la loyauté du domaine de Tosa était justement de plus en plus incertaine. Un accord fut trouvé pour que le Nagasaki bugyō (gouverneur de Nagasaki) démissionne et que 500 policiers soient envoyés protéger le quartier étranger. De plus, Parkes se rendit à Tosa où il débarqua à Kōchi le 3 septembre 1867. Il y rencontra les représentants du shogun qui venaient d'arriver pour demander réparation à Yamanouchi Toyoshige, daimyo (gouverneur) de Tosa . Gotō Shōjirō, le représentant de Tosa, mena les négociations du côté japonais, et, après plusieurs jours, il parut évident que les Britanniques n'avaient pas suffisamment de preuves pour assurer la culpabilité de la Kaientai. Il fut décidé de reconduire une enquête à Nagasaki où plus de preuves devaient se trouver, et Ernest Mason Satow, l'assistant de Parkes, fut délégué pour accompagner la délégation Tosa (dont faisait partie Sakamoto Ryōma) revenant à Nagasaki le 9 septembre. Les charges contre la Kaientai furent levées le 4 octobre.
Il est révélé un an plus tard qu'un samouraï du domaine de Fukuoka avait tué les hommes avant de se suicider (seppuku). Le clan de Fukuoka paya donc une compensation aux familles des marins en Angleterre.
L'affaire mina la confiance britannique sur le shogunat et son contrôle de Kyūshū et est un des facteurs amenant au soutien britannique à l'alliance Satchō durant la guerre de Boshin l'année suivante.

## Source de la traduction
- (en) Cet article est partiellement ou en totalité issu de l’article de Wikipédia en anglais intitulé « Icarus affair » (voir la liste des auteurs).